# Cliff Steele
Clifford "Cliff" Steele più noto come Cliff Steele, il più conosciuto come Robotman, è un personaggio immaginario, un supereroe cyborg dell'Universo DC. Cliff Steele comparve per la prima volta in My Greatest Adventure n. 80 (giugno 1963) e fu creato da Arnold Drake, Bob Haney (testi) e Bruno Premiani (disegni).

## Biografia del personaggio
Robotman è uno dei membri fondatori della Doom Patrol, al fianco di Negative Man ed Elasti-Girl. È anche unico in quanto è il solo membro che compare in ogni versione della squadra.
Cliff Steel divenne Robotman dopo che un incidente, durante una gara di velocità, distrusse il suo corpo (una retcon volle che l'incidente fosse causato intenzionalmente da Niles Caulder). Successivamente, Caulder mise il cervello intatto di Cliff in un corpo robotico. Dopo l'operazione, Cliff soffrì di una frequente depressione, in quanto vedeva sé stesso come meno che umano. Una serie di sfondo in Doom Patrol n. 100, 101, 103 e 105 (dicembre 1965-agosto 1963) indicò che Caulder fece uno sbaglio nell'operazione, e che causò la rabbia furiosa di Steele, che venne limitata quando fu reclutato nella Patrol (cosa del tutto incompatibile con il flashback di Cliff in My Greatest Adventure n. 80).

### Morte e rinascita
Anche se inizialmente lo si credette morto per mano di Madame Rouge, il cervello di Cliff sopravvisse. Will Magnus, l'esperto di robot che creò i Metal Men, prese il cervello di Cliff e gli costruì un corpo nuovo. Dopo di ciò, Cliff si unì a una nuova Doom Patrol guidata da una donna che affermava di essere la moglie di Caulder, Arani. Rifiutando di credere che Niles fosse morto, formò questa nuova squadra per cercarlo e prese il suo posto come leader, facendosi chiamare Celsius, a causa dei suoi poteri basati sul caldo e sul freddo. Questa nuova Doom Patrol fu quasi distrutta del tutto in azione con l'eccezione di Cliff, Tempest, Negative Woman e Rhea Jones (che finirono in coma). Caulder si fece vivo in quel periodo, e negò di aver mai sposato Arani, anche se ammise di averla conosciuta.
Dopo questa storia, Cliff si internò di propria volontà in un manicomio, dopo essere caduto in uno stato di depressione a causa della sua condizione e della perdita dei suoi compagni. In particolare, era arrabbiato di vivere con un corpo metallico e di non potere avvertire quelle sensazioni che le persone danno per scontate. Caulder inviò Magnus in giro per cercare di aiutarlo. Magnus presentò a Cliff ad una persona con "problemi peggiori dei suoi": una donna di nome Crazy Jane. Cliff ne divenne la sua guardia del corpo, e infine se ne innamorò. Verso la fine della serie di Grant Morrison, si scoprì che il suo cervello umano fu rimpiazzato da un cervello positronico e che quindi, Cliff era un robot a tutti gli effetti.
Nella serie di Rachel Pollack, il cervello artificiale di Cliff ebbe dei malfunzionamenti, così l'Amico Immaginario di Dorothy Spinner ricostruì il vecchio cervello di Cliff.
Successivamente, Cliff ebbe una relazione con una donna transessuale bisessuale, di nome Kate Godwin. Ad un certo punto, Kate e Cliff si fusero e insieme condivisero i suoi ricordi.

### La notte più profonda
Nella storia della Doom Patrol, correlata a La notte più profonda, Robotman e Negative Man furono attaccati da Negative Woman, che ora riviveva come una Lanterna Nera. Mentre cercavano di combattere i loro ex compagni, Cliff fu avvicinato dal suo cadavere senza cervello, anch'esso resuscitato come membro del Corpo delle Lanterne Nere.

## Poteri e abilità
Il corpo meccanico originale di Cliff possedeva forza super umana, velocità e resistenza. Era anche equipaggiato con piedi elettromagnetici che gli permettevano di scalare i muri, mentre i tubi di riscaldamento sulle mani gli permettevano di fondere i metalli; aveva anche una tanica di ossigeno che sosteneva il suo cervello in caso di necessità, ed un video comunicatore legato al petto, con tanto di visualizzatore, che permetteva a Caulder di mantenere il contatto con la squadra mentre era sul campo. Corpi successivi presentarono altre funzioni aggiuntive, come armi e oggetti vari.
Nei primi fumetti, Cliff si vantava della sua vista e del suo udito superiore, anche se all'inizio della serie di Grant Morrison, si lamentava della crudità dei sensi meccanici paragonati a quelli umani.

## In altri media

### Televisione
- Robotman comparve nell'episodio in due parti "Homecoming" della serie animata Teen Titans. Lo si vide come membro della Doom Patrol al fianco di Mento, Elasti-Girl e Negative Man. Si scoprì che Cliff era il secondo Robotman in "Homecoming: Part 1", quando Beast Boy lo chiamò "Cliff", riferendosi al suo vero nome. Nell'episodio "Go" della stessa serie, Beast Boy si riferì a Cyborg chiamandolo "Robotman 2.0".
- Fu recentemente annunciato che Robotman comparirà in una stagione futura della serie animata Batman: The Brave and The Bold.
- È interpretato dall'attore Brendan Fraser nella serie Doom Patrol.